# Kaponi
Kaponi, également orthographié Kapori, est une localité située dans le département de Pô de la province du Nahouri dans la région Centre-Sud au Burkina Faso.

## Géographie
Kaponi est situé à 4 km au Sud-Ouest du centre de Pô et à 3 km de la route nationale 5.

## Santé et éducation
Les centres de soins les plus proches de Kaponi sont le centre de santé et de promotion sociale (CSPS) et le centre médical avec antenne chirurgicale (CMA) de Pô.
Le village possède une école primaire publique.